# José María Irujo
José María Irujo Amatria (Pamplona, 1955) es un periodista y ensayista español.

## Biografía
Licenciado en Ciencias de la Información (Universidad de Navarra), a lo largo de su carrera como periodista ha trabajado en diversos medios de comunicación nacionales como Cambio 16 y Diario 16, así como en la revista El Globo. Desde 1997 es periodista de investigación del diario español El País.
Especialista en terrorismo de ETA y en terrorismo yihadista ha centrado su actividad profesional en el periodismo de investigación y denuncia. Como escritor es autor de varios ensayos, entre los que destacan "El agujero, España invadida por la yihad", (Aguilar 2005), sobre los ataques del 11-M, catalogado por la revista Foreing Policy como el mejor trabajo sobre el atentado; "ETA, la derrota de las Armas" ( Plaza y Janés 1993), junto a Ricardo Arques; Roldan, un botín a la sombra del tricornio (1995) y "Comisión Ilegal, negocios y sobornos al amparo del Estado" (Aguilar 1996) , escritos junto con Jesús Mendoza, donde relatan sus investigaciones sobre el caso Roldán; La lista negra: Los nazis que protegieron Franco y la Iglesia (2003), donde descubre la trayectoria de más de cien espías nazis refugiados en España tras la contienda mundial y que nunca fueron entregados a los Aliados, a pesar de que los reclamaron, libro recomendado por The New York Times en su bibliografía sobre el nazismo;

## Publicaciones
- Roldan, un botín a la sombra del tricornio (Temas de Hoy 1995)
- "Comisión Ilegal. Negocios y Sobornos al amparo del Estado" (Temas de Hoy 1996)
- La lista negra: Los nazis que protegieron Franco y la Iglesia (Aguilar 2003)
- El agujero: España invadida por la yihad  (Aguilar 2004)
- La vida oculta del asesino de Yolanda (2014)
- " ETA, la derrota de las Armas " (Plaza y Janés 1993)